# Humuleen
Humuleen (IUPAC-naam: 2,6,6,9-tetramethyl-1,4-8-cyclo-undecatrieen) is een organische verbinding met als brutoformule C15H24. Het is een macrocyclisch sesquiterpeen met een zoete en doordringende geur. Het is onoplosbaar in water (door de grote apolariteit van de molecule), maar mengbaar met vetten en oliën.
Humuleen wordt aangetroffen in etherische oliën van de hop (Humulus lupulus), waaraan het zijn naam heeft ontleend, en Lindera strychnifolia. Het is een isomeer van β-caryofylleen, waarmee het vaak samen wordt aangetroffen.